# Diosdado del Pozo
Diosdado del Pozo (ur. 4 listopada 1966) – pisarz z Gwinei Równikowej.
Urodził się w Ekuku. Ojciec był Hiszpanem, matka natomiast pochodziła z Gwinei. W 1975 jego rodzina zmuszona została do emigracji, w związku z czym znaczną część swojej edukacji del Pozo odebrał poza granicami kraju, w Gabonie oraz w Hiszpanii. Studiował na madryckim Uniwersytecie Complutense. Swoją pierwszą powieść, Los senos de una madre, opublikował w Madrycie w 2013. Został uwzględniony w Nuevas voces de la literatura de Guinea Ecuatorial : antología (2008-2018) (2019).